# Държавен архив – Монтана
Държавен архив – Монтана е отдел в дирекция „Регионален държавен архив“ – Монтана.

## Дейност
В него се осъществява подбор, комплектуване, регистриране, обработване, съхраняване и предоставяне за използване на определените за постоянно запазване документи на областната администрация, на общините на територията на Монтанска област, на териториалните структури на държавните органи и на други държавни и общински институции, организации и значими личности от местно значение, както и научно-методическото ръководство и контрол на организацията на работата с документите в деловодствата и учрежденските архиви, тяхното опазване и използване.
Към архива функционират читалня, библиотека, лаборатория за микрофилмиране, консервация и реставрация на документи, изложбена зала. В научно-справочната библиотека към са заведени 8504 тома специализирана литература по история, архивистика и други области на науката, речници, енциклопедии, справочници, пътеводители, каталози, документални сборници, периодични издания.

## История
Архивът е създаден през 1963 г. на административно подчинение на Окръжен народен съвет. От 1988 г. е в структурата на Община Михайловград. През 1992 г. преминава на пряко административно подчинение на Главно управление на архивите при Министерски съвет. От 1978 г. получава статут на дирекция, а през 2010 г. е преструктуриран в отдел. От 1980 г. архивът се настанява в нова специализирана сграда.

## Фонд
Първите постъпления на архивни фондове са предадени от Държавен архив – Враца, комплектувани преди промяната на административно-териториалното деление на страната през 1959 г. и създаването на архива в Монтана. През 1994 г. е приет фондовият масив на ОК на БКП, възлизащ на 171,35 линейни метра – 856 фонда с 16 564 архивни единици, 897 спомена, 477 частични постъпления и 439 снимки.
Общата фондовата наличност на архива към 1 януари 2017 г. възлиза на 1862,58 линейни метра с 2976 архивни фонда (2804 учрежденски и 172 лични) и общ брой 181 297 архивни единици, 638 частични постъпления и 1457 спомена. Застрахователният фонд се състои от 1 231 658 кадъра негатив и 1 115 115 кадъра позитив.

## Ръководители
През годините ръководители на архива са:
- Георги Йорданов (1963 – 1983)
- Лалка Методиева (1984 – 1990)
- Йордан Герасимов (1990 – 1999)
- Пламка Бошнякова (1999 – 2010)
- Красимира Цолова (2010 – 2014)
- Ангелина Емилова (2014 – )

## Отличия и награди
Архивът е награден с орден „Кирил и Методий“ – І степен получай 25 години от неговото създаване.